# 튜바
튜바(tuba)는 금관악기로서 밸브를 가졌다.
튜바라는 호칭은 매우 애매하게 쓰이고 있으며, 종류 또한 다양하다. 즉 튜바라는 것은 오케스트라나 취주악에서 가장 낮은음넓이를 담당하는 금관악기로서 밸브에 의한 변음장치를 가진 것의 총칭이다. 역사는 짧으며 1820년대 독일에서 금관악기를 위한 밸브장치가 발명된 직후 낮은음의 호른으로 제작된 것이 맨 처음이므로 트럼펫과 호른같이 밸브가 없는 전신(前身) 악기는 존재하지 않는다. 1835년 베를린의 빌헬름 비프레흐트(Wilhelm Wieprecht)와 요한 곳프리트 모리츠(Johann Gottfried Moritz)가 1835년 5개의 밸브가 달린 F음 베이스튜바의 특허를 얻었다.
가장 대표적인 것은 고음역용에서부터 차례로 작은베이스·가온베이스·큰베이스라고도 한다. 마우스피스는 트럼펫을 닮아 굽었고 호른같이 깊은 캡 모양이다. 금관악기 중 관의 길이에 대한 단면적인 비율이 가장 큰 관을 가졌고, 관은 거대한 벨을 향해 원추형이다. 이러한 구조로 인해 음빛깔은 부드럽고 또한 저배음의 취주는 다른 것에 비하여 보다 쉽다. 밸브는 기본적으로는 3개가 있으나, 보다 낮은음의 취주를 가능케 하기 위하여 4-6개의 밸브를 가진 것도 있다. 그리고 유포니움과 비슷한 형태이다 튜바의 크기는 금관악기중 가장크다

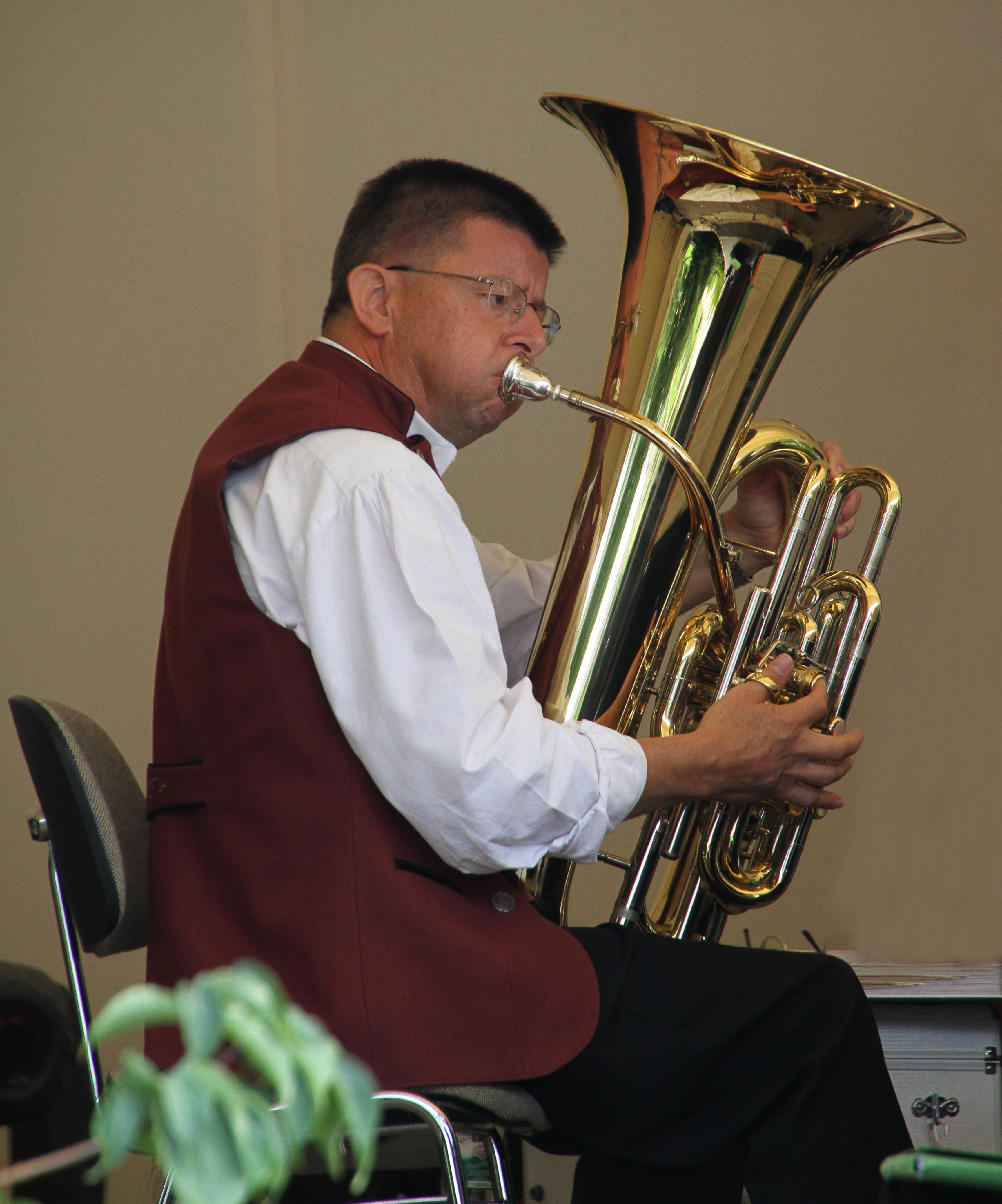

## 관련 논문
- 박제연, 〈연주자의 악기 선택 기준에 관한 사례연구: 베이스 튜바와 콘트라베이스 튜바를 중심으로〉, 서울대학교 대학원 음악과 관악 전공, 2022년 8월

## 같이 보기
- 수자폰
- 바그너 튜바